# Коњ са хватаљкама
Коњ са хватаљкама је гимнастичка справа.
Висина справе износи 1м и 5 цм од врха струњаче. Дужина на врху износи 1 метар и 60 центиметара, док размак измеду ручки се креће у зависности од вежбача од 40 до 45 центиметара. Вежбе на коњу са хватаљкама морају се изводити лагано, континуално са једним ланцем циркуларних и клатних покрета, суножних кружних покрета, маказастих покрета, а уз коришћење свих осталих делова справе. Капацитет покрета које једно тело може да изведе са екстремном прецизношћу је састављен од циркуларних елемената а укомпонаваних у једну целину са свим осталим елементима и чини једну елегантну композицију. Елементи снаге и издржљивости на овој справи су забрањени.

## Историја
Коњ са хватаљкама се развио из вежби и тренинга које су имали војници, коњаници, када су вежбали за узјахивање и сјахивање са коња. Да не би морали то да раде са живим коњима и њих умарали, направили су коње од дрвета на које су додали седла и тако вежбали.

## Димензије
Мере саме справе су одређене од стране ФИГа у брошури (Apparatus Norms). 
- Висина 115 цм, укључујући и око 20 цм висине струњаче
- Дужина 160 цм
- Ширина 35 цм
- Висина хватаљки 12 цм
- Раздаљина међу хватаљкама од 40 цм до 45 цм (може се подешавати)